# Beat Beat Heart
Beat Beat Heart ist eine preisgekrönte, deutsche Filmkomödie aus dem Jahre 2016. Als Abschlussfilm an der internationalen Filmschule Köln entstanden, feierte der Film seine Premiere auf dem 34. Filmfest München 2016 und wurde dort mit einem Spezialpreis der Jury des Förderpreis Neues Deutsches Kino ausgezeichnet. Beat Beat Heart zählt auf Grund seiner  improvisatorischen Machart zum German Mumblecore. Zuschauer beschreiben ihn ebenfalls als Feel-Good-Movie über Liebeskummer.

## Handlung
Eine verspielte Romantikerin wartet seit Monaten auf die Rückkehr ihrer großen Liebe – als plötzlich ihre frisch getrennte Mutter midlife-kriselnd bei ihr einzieht und sie im Zuge ihrer Selbstfindung mit neumodischen Liebeskonzepten und Lebensweisheiten konfrontiert.
Kerstin glaubt mit vollem Herzen an die große Liebe und wartet seit Monaten auf die Rückkehr ihres Exfreundes Thomas. Sie hat es sich in zuckerschönen Erinnerungen bequem gemacht, als plötzlich ihre Mutter Charlotte vor der Tür steht und in ihrer WG einziehen will. Denn Mama hat sich mit Mitte 50 aus Versehen von ihrem Partner getrennt und weiß jetzt nicht, wohin. Dass die beiden Frauen nicht unterschiedlicher mit ihrer Sehnsucht umgehen könnten, wird spätestens dann klar, als Charlotte sich kurzerhand durch Kerstins Mitbewohnerin dazu inspirieren lässt, neue Männer über eine App kennenzulernen und direkt mit nach Hause zu bringen. Kerstins wohlige Tagträume werden nun immer häufiger von der Realität unterbrochen, in der die wahre Liebe zu einem hoffnungslosen Zufallsprodukt geworden ist.

## Produktion
Beat Beat Heart ist eine Produktion der ifs internationale filmschule Köln. Es ist der erste abendfüllende Spielfilm, der jemals an der ifs als Abschlussfilm entstanden ist.
Beat Beat Heart ist ebenfalls das Spielfilmdebüt von Luise Brinkmann (Drehbuch & Regie & Produzentin), Mathis Hanspach (Director of Photography) und Maren Unterburger (Filmschnitt & Tongestaltung). Der Film wurde ohne Förderung und ohne Sender realisiert.
Mit einem Budget von insgesamt knapp 22.000 Euro wurde der Film an 19 Drehtagen im August 2015 in der Uckermark gedreht und bis Februar 2016 geschnitten. Eine 30-seitige Outline diente als Grundlage für die Inszenierung und Improvisation. Alle Drehorte waren vom Hauptmotiv und von der Hauptunterkunft aus zu Fuß erreichbar.
Der gesamte Produktionszeitraum, von der Idee bis zur Weltpremiere in München, betrug etwa eineinhalb Jahre. Olivia Charamsa, Luise Brinkmann, Mathis Hanspach und Maren Unterburger sind gemeinsam Koproduzenten von Beat Beat Heart.

## Kritik
„BEAT BEAT HEART ist eine improvisierte Sommerkomödie über die Liebe und die Sehnsucht: Eine an die Liebe glaubende Tochter wartet seit Monaten aktiv auf die Rückkehr ihres Freundes, als plötzlich ihre – aus Versehen – frischgetrennte Mutter Midlife-kriselnd bei ihr einzieht und sich – mit dem Angebot aus äußerst charmant dargestellten Internetportalen – wild in neue Abenteuer stürzt. Wenig Budget, aber eine überbordende Energie und eine wirklich beachtliche, leichtfüßige Regie von einer Regisseurin, von der wir sicher noch viele im besten Sinne unterhaltsame Filme sehen werden, und ein tolles Ensemble, das genau dieses begeisterte Kinopublikum verdient hat, welches wir bei der Premiere erleben durften.“

„[…] die interessantesten Filme der Sektion Neues deutsches Kino stammten von Frauen. Sogar der bisher männlich geprägte German Mumblecore, der sich durch kleine Budgets und improvisierte Dialoge auszeichnet, hat mit Luise Brinkmann nun eine neue, weibliche Vertreterin. Ihr Liebesfilm BEAT BEAT HEART entlockt seinen geringen Mitteln den Charme des Unverbrauchten, wie man ihn schon von den Regisseuren Axel Ranisch (Alki Alki) oder Jakob Lass (Love Steaks) kennt.“

„[…] Dieses bereits preisgekrönte Erstlingswerk ist ein perfektes Beispiel des jungen deutschen Kinos: klug, entspannt, spontan. Mit einem lockeren Kamera- und Schnittkonzept, improvisierten Dialogen und überlappenden Gesprächen schafft Luise Brinkmann ein kleines Wunder und lässt endlich mal alle gestelzte Prätention und allen staubigen Pathos weg und packt in ihre Stelle echte Gefühle und die realistischsten Gespräche, die man seit den frühen Dresen-Filmen auf einer deutschen Leinwand gesehen hat.“

„[…] Maja, gespielt von Christin Nichols, ist zwar eine Nebenfigur aber keine Nebensache: Sie deutet den Bruch mit einer uralten Erzählkonvention an. Begehrt dagegen auf, dass Frauen auf der Leinwand ausschließlich passive, dem männlichen Blick ausgelieferte Wesen sind. Macht sichtbar, dass weibliches Erzählen leider immer noch ein Nischenblick ist.“

## Premiere
Beat Beat Heart feierte seine Premiere auf dem 34. Filmfest München 2016.

## Auszeichnungen
- 2016: Gewinnerin des Förderpreis Neues Deutsches Kino – Spezialpreis für Ensemblegeist und Energie für Beat Beat Heart auf dem 34. Filmfest München 2016
- 2016: Nominierung für Beat Beat Heart für den Förderpreis Neues Deutsches Kino in den Kategorien Regie, Drehbuch, Produktion und Schauspiel auf dem 34. Filmfest München 2016
- 2016: Nominierung für Beat Beat Heart für den FIPRESCI-Preis auf dem 34. Filmfest München 2016
- 2016: Nominierung für Beat Beat Heart für den deutsch-französischen Jugendpreis KINEMA auf dem 30. Braunschweig International Film Festival 2016
- 2017: Günter-Rohrbach-Filmpreis – Darstellerpreis für Lana Cooper[3][4]